# Рибе, Петер
Пе́тер Ри́бе (норв. Peter Ribe; 7 ноября 1966, Кристиансанн) — норвежский гребец-байдарочник, выступал за сборную Норвегии в первой половине 1990-х годов. Участник летних Олимпийских игр в Барселоне, бронзовый призёр чемпионата мира, победитель многих регат национального и международного значения. В 1996 году был отстранён от соревнований за применение допинга.

## Биография
Петер Рибе родился 7 ноября 1966 года в городе Кристиансанне губернии Вест-Агдер. Активно заниматься греблей начал с раннего детства, проходил подготовку в местном одноимённом каноэ-клубе «Кристиансанн».
Первого серьёзного успеха на взрослом международном уровне добился в 1992 году, когда попал в основной состав норвежской национальной сборной и благодаря череде удачных выступлений удостоился права защищать честь страны на летних Олимпийских играх в Барселоне. Стартовал здесь вместе с напарником Томасом Роандером в двойках на дистанциях 500 и 1000 метрах, в первом случае выбыл из борьбы за медали уже после предварительного раунда, тогда как во втором случае дошёл до стадии полуфиналов.
В 1993 году Рибе побывал на чемпионате мира в Копенгагене, откуда привёз награду бронзового достоинства, выигранную в паре с Торгейром Топпе в зачёте двухместных байдарок на десяти километрах — в финале их обошли только экипажи из Венгрии и Швеции.  Будучи одним из лидеров гребной команды Норвегии, благополучно прошёл квалификацию на Олимпийские игры 1996 года в Атланте, однако незадолго до начала Игр был уличён в применении допинга и отстранён от соревнований сроком на три месяца.